# Gălăbnik, Pernik
Gălăbnik (în bulgară Гълъбник) este un sat în comuna Radomir, regiunea Pernik,  Bulgaria. 

## Demografie
Componența etnică a satului Gălăbnik
     Romi (1,45%)
     Bulgari (98,18%)
     Nicio identificare (0,36%)
     Altele (0%)
La recensământul din 2011, populația satului Gălăbnik era de 275 locuitori. Din punct de vedere etnic, majoritatea locuitorilor (98,18%) erau bulgari, cu o minoritate de romi (1,45%). Pentru 0,36% din locuitori nu este cunoscută apartenența etnică.